# どうして私が美術科に!?
『どうして私が美術科に!?』（どうしてわたしがびじゅつかに!?、Why did I enter the Art Course!?）は、相崎うたうによる日本の4コマ漫画。芳文社の『まんがタイムきららMAX』にて、2016年3月号から2019年5月号にかけて連載された。

## あらすじ
主人公の酒井桃音は、願書の出し間違いにより美術科高校に入学してしまう。そんな桃音たちは「美術X室」で居残りをしながらも、仲間とともに卒業に向けて切磋琢磨していく。

## 登場人物

### 主要な登場人物
酒井 桃音（さかい ももね）
誕生日：7月19日 / 身長：150cm / 学年：1年7組 / 利き手：両利き
本作の主人公。願書の出し間違いにより、美術科高校に入学してしまう。
美術に関しては全くの素人であり、毎日放課後に「美術X室」で居残りをしている。絵をメルヘンに描いてしまう癖がある。
竹内 黄奈子（たけうち きなこ）
誕生日：3月18日 / 身長：155cm / 学年：1年7組 / 利き手：右利き
桃音のクラスメイトで居残り仲間。性格はクールで無気力だが、意外とノリが良く桃音をいじるのが好きだったりとお茶目な一面もある。
美術自体にはあまり興味を持っていないが、美術が好きな親に美術が好きだと勘違いされ、その熱意に負けて美術科に入った。
「サモ助」というフクロウを飼っている。
河鍋 蒼（かわなべ あおい）
誕生日：5月5日 / 身長：158cm / 学年：1年8組 / 利き手：右利き
体力が有り余り、度々暴走するムードメーカー。活発な性格で、面白いことと食べることと動くことが大好き。
ボケ役であり紫苑にツッコまれているが、場の空気は読んでいる。
美術の成績は高く、作業の途中で脱線することが多いものの、レベルの高い作品を作り上げている。運動神経も良いが、学業の方はあまり成績が良くない。
浦上 紫苑（うらがみ しおん）
誕生日：10月22日 / 身長：161cm / 学年：1年8組 / 利き手：右利き
八重歯と泣きぼくろが特徴的な少女。実家が京都にあり、関西弁で話す。
基本的に常識人で、ツッコミにまわることが多いが、時々ズレた行動をとることがある。
蒼の幼馴染であり、小学校の頃から仲が良い。
美術に対する情熱が人一倍強い。昔からキュビズムや現代アートを好んでおり、そうした作品を見ると人が変わったようになってしまう。
菱川 翠玉（ひしかわ すいぎょく）
誕生日：2月22日 / 身長：140cm / 学年：1年7組 / 利き手：左利き
美術X室のだるまに住み着いている少女。自身のことを「妖精すいにゃん」と呼んでいる。
「すいにゃん先輩」というあだ名で呼ばれており、語尾に「お」を付けて話すことが多い。黄奈子の中学時代の先輩であるが、1年留年をしているため同級生となっている。
漫画家を志望しており、親には内緒で漫画を描いている。そのため絵は上手いが、擬人化して描くため先生によく叱られる。

### その他の登場人物
岡本 玄恵（おかもと くろえ）
誕生日：9月6日 / 身長：157cm / 利き手：右利き
1年7組の担任の先生。生徒のことを怖がっている。
高村 白雪（たかむら しらゆき）
誕生日：4月6日 / 身長：162cm / 利き手：右利き
1年8組の担任の先生。ロリータ服を愛用している。
河鍋 すず乃（かわなべ すずの）
誕生日：10月1日 / 身長：165cm / 利き手：右利き
2、3年生の非常勤講師。河鍋蒼の母であり、K.Suzuno という名前で画家として活動もしている。
鈴木 朱花（すずき しゅか）
誕生日：8月10日 / 身長：163cm / 学年：1年1組 / 利き手：右利き
人たらしで、よく女の子を口説いている。蒼からは「全身から人を惑わすなんかが出てる」と言われたが、当の本人は無自覚のようである。
桃音とは中学時代からの友人で、年末にあった中学の同窓会で再会した。

## 書誌情報
- 相崎うたう『どうして私が美術科に!?』芳文社〈まんがタイムKRコミックス〉、全3巻
  1. 2017年3月27日発売、ISBN 978-4-8322-4820-5
  2. 2018年4月26日発売、ISBN 978-4-8322-4940-0
  3. 2019年4月25日発売、ISBN 978-4-8322-7087-9